# Johan Oxe til Nielstrup
Johan Oxe til Nielstrup (død 24. december 1534) var dansk rigsråd.
Han antages at være født omkring år 1487. Han var søn af Johan Oxe til Tordsø og Inger Torbensdatter Bille samt bror til Torben Oxe.
På kong Hans' tid nævnes han som hofsinde. Under Christian 2. havde han efter sin broder Torben fra 1517-22 Lindholm i Skåne i pant. Under Frederik 1. blev han i 1523 rigsråd, kort efter ridder og fik Ravnsborg Len på Lolland.
Han ejede Nielstrup på Lolland og blev gift med Mogens Gøyes datter Mette, formodentlig for på denne måde at afslutte en langvarig strid mellem Gøyerne og Oxerne om gården Tordsø i Skåne. Med hende fik han døtrene Pernille Johansdatter Oxe, senere gift med Otto Rud til Møgelkjær, Anne Johansdatter Oxe til Gisselfeld, Johansdatter Oxe, senere gift med Hans Barnekow til Birkholm og Tølløse, og Sidsel Johansdatter Oxe, senere gift med rigsråd Erik Jørgensen Podebusk til Bidstrup, samt sønnerne Albert Oxe til Nielstrup, den senere rigsråd Peder Oxe til Nielstrup og Eskild Oxe til Løgismose.
I finansielle vanskeligheder solgte Henrik Gøye godset Gisselfeld til Johan Oxe; men denne handel blev senere erklæret for ugyldig. 
Han hørte, i modsætning til sin svigerfader, til Rigsrådets katolske parti. Under Grevens fejde gik han, ligesom den øvrige adel på Sjælland, over til Grev Christoffer, der gav ham fornyet adkomst til Ravnsborg Len, men under en folkerejsning i slutningen af 1534 blev han på sin gård Nielstrup angrebet af borgere og bønder. Netop som han ville rette en falkonet mod disse, sprang den og dræbte ham selv. Han er begravet i Våbensted Kirke.